# 松本町屋站
松本町屋站（日语：／ Matsumoto-Machiya eki */?）是位於福井縣福井市町屋二丁目，越前鐵道的三國蘆原線車站。車站編號為E24。如果不計算站車站重建項目的話，本站為現時越前鐵道最新的鐵路車站。

## 背景
在此站啟用前，由於福井口站至西別院站之間的站距長達1.6公里。因此在當地居民的期望下，設站提議被寫在2013年3月「越前鐵道公共交通活性化綜合連攜計劃」的一部分內。在2014年度的財政預算中，為設置新站而留備的補助金被寫入預算內，同年中落實設站要求，並公佈車站名稱初步定為「新町屋站」。在2015年8月25日正式發表設站通知，並定站名為「松本町屋駅」，9月27日正式啟用。
取名乃基於車站座落於松本地區和町屋地區的邊界範圍，因而採用了複合地名作為車站名稱。在車站南邊100米處設有大型的縣營住宅團地，另外在松本地區內也設有縣營町屋團地。

## 車站構造
車站採用簡易車站模式，不設站房，出入口均設於月台兩端，兼貼近馬路旁邊。其中東側出入口為梯級、西側出入口為無障礙斜度。

### 月台
因位於單線區域，所以只設有1座側式月台，全長約50公尺，有效長度為2輛。全個月台均配上半透明的金屬背板，並建有2個附設上蓋的候車亭。
列車不會在此站作交匯，而到站時，往三國港方向為左側上落，往福井方向為右側上落。
| 路線        | 上下行 | 方向       |
| ----------- | ------ | ---------- |
| ■三國蘆原線 | 下行   | 三國港方向 |
| ■三國蘆原線 | 上行   | 福井方向   |

## 歷史
- 2015年9月27日：車站啟用[4][5]。
- 2024年10月11日：越前鐵道及福井鐵道均可使用ICOCA及全國通用IC卡付款[6][7]。

## 使用狀況
以下為一日平均上下車人次：
| 上下車人次變化 | 上下車人次變化 |
| 年度           | 1日平均人次    |
| -------------- | -------------- |
| 2015年         | 59             |
| 2016年         | 173            |
| 2017年         | 208            |
| 2018年         | 213            |
| 2019年         | 202            |
| 2020年         | 169            |
| 2021年         | 89             |

## 相鄰車站
越前鐵道
■三國蘆原線
□快速（只有上行班次）、■普通
福井口（E3）－松本町屋（E24）－西別院（E25）

## 外部連結
- 松本町屋站 （页面存档备份，存于）（日語） - 越前鐵道